# Dalja Icik
Dalja Icik (hebr. דליה איציק, ang. Dalia Itzik ur. 20 października 1952) – izraelska polityk, posłanka do Knesetu w latach 1992–2013, minister komunikacji, handlu i środowiska, przewodnicząca Knesetu, od 25 stycznia do 15 lipca 2007 pełniła obowiązki prezydenta Izraela.

## Życiorys
Urodziła się w Jerozolimie w rodzinie irackich Żydów. W swej politycznej karierze, Icik pełniła stanowisko wiceburmistrza tego miasta.
Członkini Knesetu od 2003 roku jako posłanka  Partii Pracy. 28 listopada 2005 zadeklarowała jej opuszczenie i wstąpienie do nowo utworzonej przez Ariela Szarona partii Kadima.
Minister komunikacji w rządzie Ehuda Olmerta, była także ministrem handlu oraz ministrem środowiska.
4 maja 2006 wybrana jako pierwsza kobieta na przewodniczącego (speakera) parlamentu (pełniła funkcję do 30 marca 2009), od 25 stycznia 2007 do czasu wyboru nowej głowy państwa (Szimon Peres) pełniła obowiązki prezydenta Izraela w zastępstwie Mosze Kacawa, który ustąpił z urzędu w związku z zarzutami o molestowanie seksualne.